# ロベルト・エミアン
ロベルト・エミアン（Robert Emmiyan、アルメニア語: Ռոբերտ Էմմիյան、1965年2月16日 - ）は、旧ソビエト連邦の陸上競技男子走幅跳選手である。アルメニア・レニナカン出身。

## プロフィール
- 1980年代中盤から後半にかけて走幅跳で負け知らずだったカール・ルイスのライバルのひとりだった。
- マイク・パウエルやカール・ルイスなどのアメリカ勢が主に採用していた跳躍フォームは『はさみ跳び』だったが、エミアンは欧州勢が主に取り入れていた跳躍フォーム『そり跳び』でなかでもエミアンの跳躍は美しく、高く舞い上がるさまは真に『鳥人』という言葉を連想させた。

## 主な成績
- 1986年欧州選手権優勝
- 1987年ローマ世界選手権2位（記録8m53）
- 1988年ソウルオリンピック5位

## ベスト記録
- 8m86（世界歴代4位・欧州記録）